# Таулант Сефері
Таулант Сефері (мак. Таулјант Сулејманов, алб. Taulant Seferi, нар. 15 листопада 1996, Куманово) — албанський та македонський футболіст албанського походження, півзахисник клубу «Ворскла».
З юнацьких років виступав за Македонію, зігравши в тому числі і за національну збірну Македонії, але на початку 2017 року вирішив представляти на міжнародному рівні свою етнічну батьківщину Албанію.

## Клубна кар'єра
Народився 15 листопада 1996 року в македонському місті Куманово в родині албанців. Вихованець юнацьких команд футбольних клубів «Мілано», «Янг Бойз» та «Работнічкі».
У дорослому футболі дебютував 2013 року виступами за команду клубу «Работнічкі», з якою в тому ж сезоні виграв чемпіонат і кубок Македонії. Всього за півтора року взяв участь у 28 матчах чемпіонату.
На початку 2015 року перейшов у швейцарський «Янг Бойз». Відтоді встиг відіграти за бернську команду 8 матчів в національному чемпіонаті. Сезон 2018-19 на правах оренди провів у швейцарських клубах «Волен» та «Вінтертур». 10 липня 2019 уклав контракт з «Ксамаксом» на один сезон і також на правах оренди.
4 січня 2020 року Таулант на правах оренди до кінця сезону перейшов до албанської «Тирани». Влітку 2021 півзахисник підписав повноцінну угоду, а ще через рік перейшов до української команди «Ворскла» кольори якого наразі і захищає.

## Виступи за збірні

### Македонія
2012 року дебютував у складі юнацької збірної Македонії, взяв участь у 18 іграх на юнацькому рівні, відзначившись 9 забитими голами.
2014 року залучався до складу молодіжної збірної Македонії. На молодіжному рівні зіграв у 2 офіційних матчах, забив 1 гол.
26 травня 2014 року дебютував в офіційних матчах у складі національної збірної Македонії в товариській грі проти збірної Камеруну (0:2), замінивши на 57 хвилині Бесарта Абдурахімі. Завдяки цьому Таулянт став наймолодшим гравцем збірної Македонії в історії До нього наймолодшим дебютантом збірної був Горан Пандев, який зіграв перший матч у віці 17 років, 10 місяців і 11 днів під час товариського матчу проти Туреччини 6 червня 2001 року. Всього 2014 року Сулейманов провів два матчі у формі головної команди країни.

### Албанія
У січні 2017 року ЗМІ повідомили про те, що новий тренер молодіжної збірної Албанії Албан Буши переконав футболіста виступати за його збірну. На прес-конференції пізніше Буши заявив, що гравцю дадуть албанський паспорт, щоб він мав право грати за збірну право на Албанія U-21 в кваліфікації до молодіжного чемпіонату Європи 2019 року. 18 березня 2017 року він був запрошений в молодіжну збірну на подвійний товариський матч проти Молдови U-21 25 і 27 березня 2017 року. Два дні потому він отримав громадянство Албанії від президента країни Буяра Нішані і отримав право грати у збірних Албанії.
5 червня 2017 року Сефері був викликаний на товариський матч проти Франції U21 і відбірковий матч молодіжного чемпіонату Європи 2019 року проти Естонії 12 червня 2017 року. 8 червня 2017 року Сефері отримав дозвіл від ФІФА грати за збірні Албанії. Він дебютував за збірну Албанії U-21 у матчі проти Естонії 12 червня 2017 року, відігравши увесь матч.
12 жовтня 2023 року забив два голи в матчі кваліфікації до ЧЄ-2024 проти Чехії, що закінчився перемогою Албанії з рахунком 3:0.

## Статистика виступів

### Статистика клубних виступів
| Сезон                  | Команда                | Чемпіонат              | Чемпіонат | Чемпіонат | Національний кубок | Національний кубок | Національний кубок | Континентальні кубки | Континентальні кубки | Континентальні кубки | Інші змагання | Інші змагання | Інші змагання | Усього | Усього |
| Сезон                  | Команда                | Ліга                   | Ігор      | Голів     | Ліга               | Ігор               | Голів              | Ліга                 | Ігор                 | Голів                | Ліга          | Ігор          | Голів         | Ігор   | Голів  |
| ---------------------- | ---------------------- | ---------------------- | --------- | --------- | ------------------ | ------------------ | ------------------ | -------------------- | -------------------- | -------------------- | ------------- | ------------- | ------------- | ------ | ------ |
| 2013–14                | «Работнічкі»           | ПЛ                     | 16        | 3         | КМ                 | 4                  | 1                  | -                    | -                    | -                    | -             | -             | -             | 20     | 4      |
| 2014-15                | «Работнічкі»           | ПЛ                     | 12        | 0         | КМ                 | 1                  | 0                  | ЛЧ                   | 2                    | 0                    | -             | -             | -             | 15     | 0      |
| Усього за «Работнічкі» | Усього за «Работнічкі» | Усього за «Работнічкі» | 28        | 3         |                    | 5                  | 1                  |                      | 2                    | 0                    |               | -             | -             | 35     | 4      |
| 2014-15                | «Янг Бойз»             | СЛ                     | 1         | 0         | КШ                 | 0                  | 0                  | ЛЄ                   | 1                    | 0                    | -             | -             | -             | 2      | 0      |
| 2015–16                | «Янг Бойз»             | СЛ                     | 0         | 0         | КШ                 | 0                  | 0                  | ЛЧ+ЛЄ                | -                    | -                    | -             | -             | -             | 0      | 0      |
| Усього за «Янг Бойз»   | Усього за «Янг Бойз»   | Усього за «Янг Бойз»   | 1         | 0         |                    | 0                  | 0                  |                      | 1                    | 0                    |               | -             | -             | 2      | 0      |
| Усього за кар'єру      | Усього за кар'єру      | Усього за кар'єру      | 31        | 3         |                    | 5                  | 1                  |                      | 3                    | 0                    |               | -             | -             | 39     | 4      |

### Статистика виступів за збірну
| Дата      | Місто    | Господарі | Результат | Гості              | Турнір           | Голи | Примітки |
| --------- | -------- | --------- | --------- | ------------------ | ---------------- | ---- | -------- |
| 26-5-2014 | Куфштайн | Камерун   | 2 – 0     | Північна Македонія | товариський матч | -    | 57'      |
| 30-5-2014 | Рієті    | Катар     | 0 – 0     | Північна Македонія | товариський матч | -    | 46' 78'  |
| Усього    |          | Матчів    | 2         |                    | Голів            | 0    |          |

## Досягнення
- Чемпіон Македонії (1):

«Работнічкі»: 2013-14
- Володар Кубка Македонії (1):

«Работнічкі»: 2013-14
- Володар Кубка Швейцарії (1):

«Янг Бойз»: 2019-20
- Чемпіон Албанії (1):

«Тирана»: 2021–2022
- Найкращий бомбардир Чемпіонату Албанії (1):

«Тирана»: 2021–2022